# Николаевка (Еврейская автономная область)
Никола́евка — посёлок городского типа в Смидовичском районе Еврейской автономной области России. Железнодорожная станция.
Население — 6196 чел. (2023).
Расстояние по железной и автомобильной дороге до районного центра посёлка Смидович — 80 км. Расстояние до областного центра города Биробиджан — 150 км. Расстояние по железной дороге до станции Хабаровск I — 27 км, по автодороге до центральной части Хабаровска — 32 км.

Здание администрации пос. Николаевка

На улице пос. Николаевка

## География

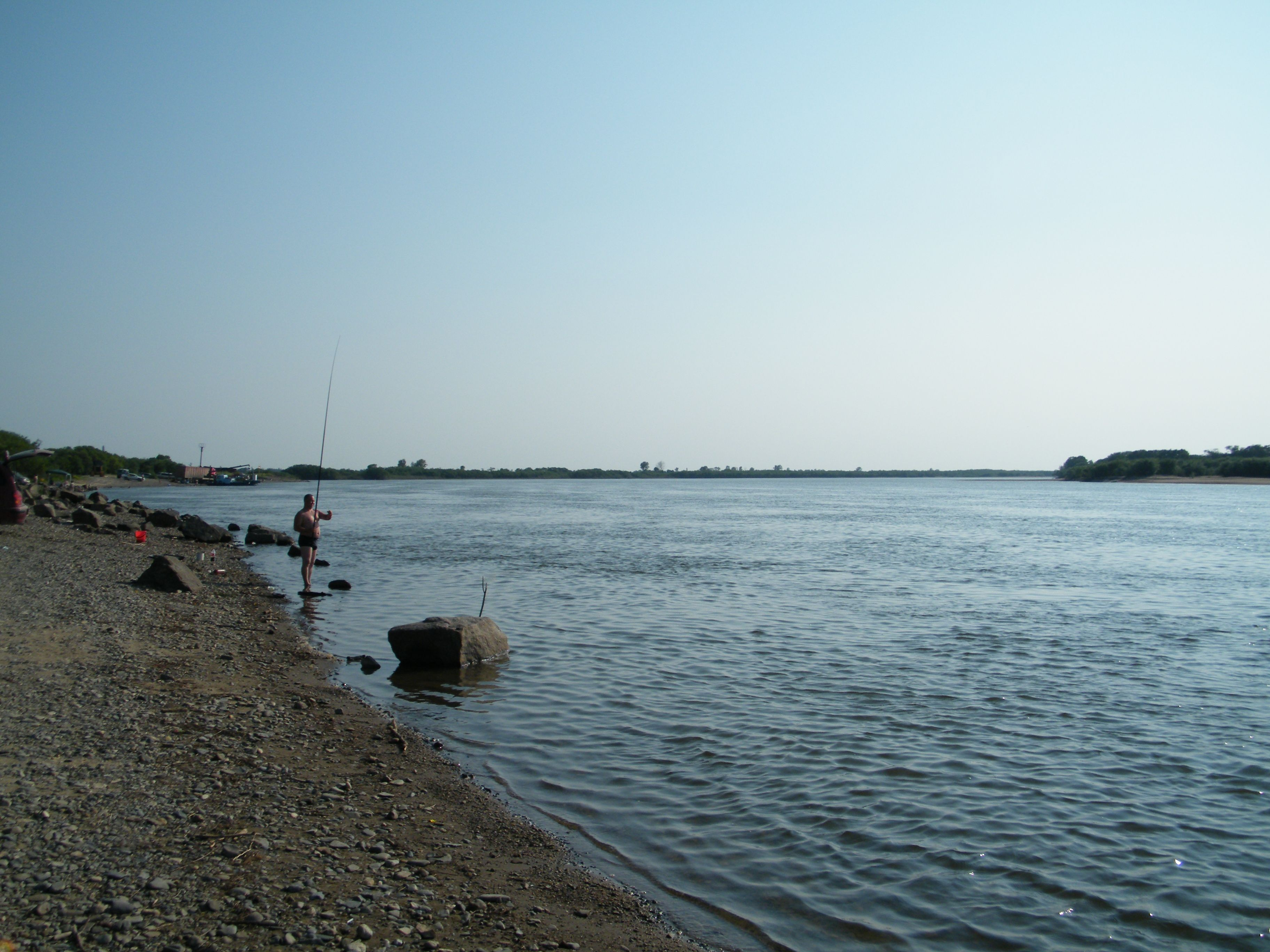
Река Тунгуска у пос. Николаевка

Посёлок стоит на правом берегу реки Тунгуска, по окраине посёлка проходит автотрасса «Амур».
Ближайшая железнодорожная станция — Николаевка (в 3 км от центра посёлка). Посёлок приграничный — расстояние до российско-китайской границы 16 км. В посёлке расквартирован погранотряд.
Высота над уровнем моря 40 м. Рельеф равнинный, подверженный затоплению высокими водами реки Тунгуска. Северная часть посёлка защищена от затопления дамбой.

## История
Основан в 1898 году.
Статус посёлка городского типа — с 1938 года.

## Население
| 1922  | 1924  | 1926  | 1939  | 1959  | 1970  | 1979  |
| ----- | ----- | ----- | ----- | ----- | ----- | ----- |
| 272   | ↗413  | ↘371  | ↗2612 | ↗6579 | ↗8007 | ↗8476 |
| 1989  | 1992  | 2002  | 2009  | 2010  | 2011  | 2012  |
| ↘8188 | ↗8200 | ↘7650 | ↗7823 | ↗7912 | ↘7871 | ↘7661 |
| 2013  | 2014  | 2015  | 2016  | 2017  | 2018  | 2019  |
| ↘7480 | ↘7263 | ↘7067 | ↘6865 | ↘6652 | ↘6494 | ↘6371 |
| 2020  | 2021  | 2023  |       |       |       |       |
| ↗6401 | ↘6272 | ↘6196 |       |       |       |       |

## Образование

Дом культуры посёлка Николаевка

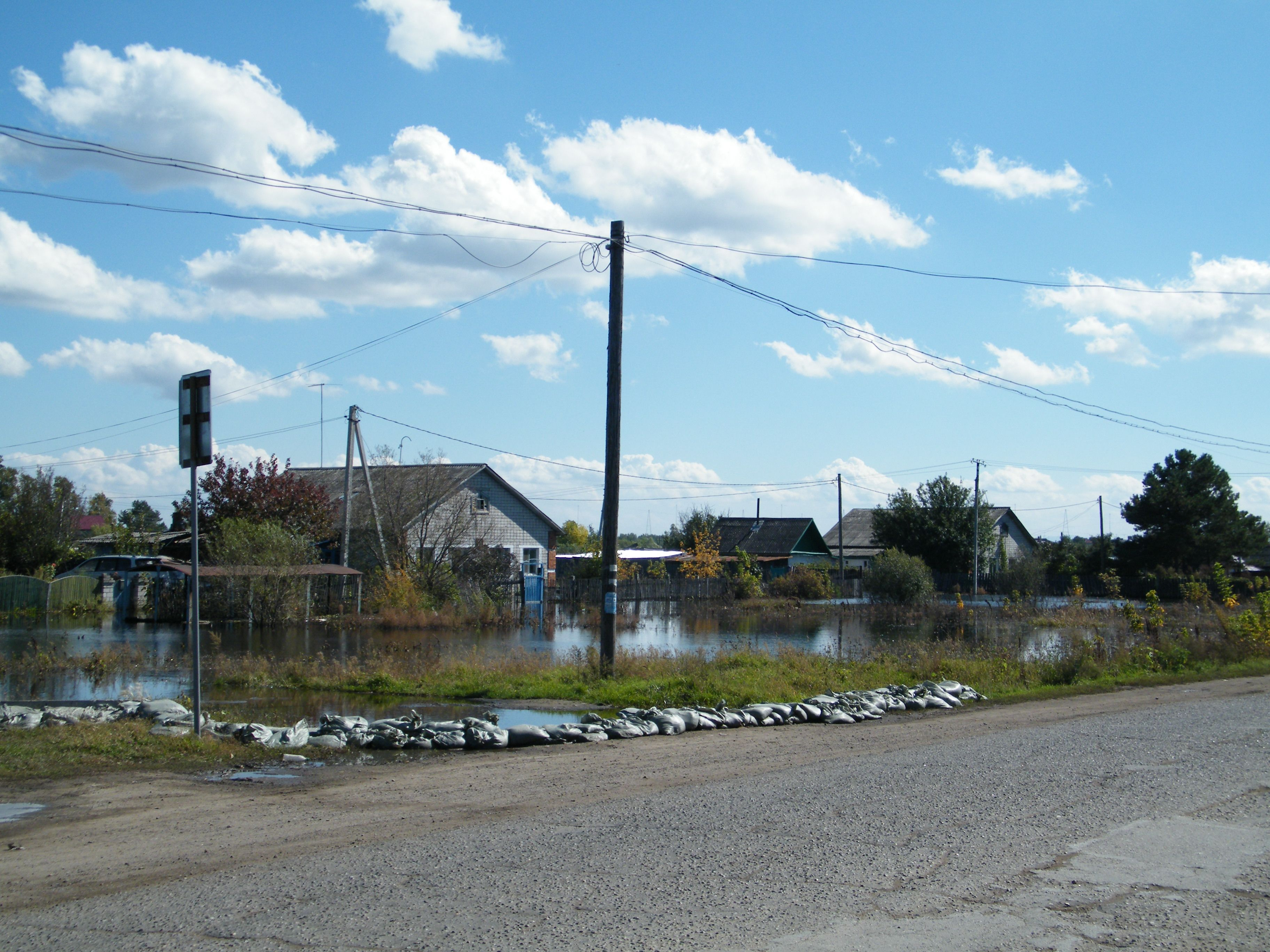
Река Тунгуска затопила улицу пос. Николаевка, 2013 год.

- Муниципальное бюджетное общеобразовательное учреждение "Средняя общеобразовательная школа № 2 п. Николаевка", ул. Комсомольская, 54
- Муниципальное бюджетное общеобразовательное учреждение "Средняя общеобразовательная школа № 7 п. Николаевка", ул. Кубанская, 2
- ОГО БУ НПО ПУ-3
- АНО Автошкола  "Багира"; подготовка водителей категории М, А, В, С, Д1.

## Здравоохранение
- МУЗ «Николаевская районная больница»
- ООО «Махаон» медицинский центр

## Предприятия
- ООО «Тунгусская мебельная фабрика»
- ООО «Вираж»
- ООО «ЖКХ Энергетик»
- ООО «ЖКХ Тунгусское»
- ОАО «Приамурское потребительское общество»
- ООО «Одиноков и Ко» (рыбзавод)
- ООО «НЭО» Ситроцех
- ООО «Автошкола Багира»
- ООО «ЖКХ-БАЗА»

## Климат
- Среднегодовая температура воздуха + 0,7 °C
- Относительная влажность воздуха 73,7 %
- Средняя скорость ветра 2,9 м/с

| Среднесуточная температура воздуха в Николаевке по данным NASA | Среднесуточная температура воздуха в Николаевке по данным NASA | Среднесуточная температура воздуха в Николаевке по данным NASA | Среднесуточная температура воздуха в Николаевке по данным NASA | Среднесуточная температура воздуха в Николаевке по данным NASA | Среднесуточная температура воздуха в Николаевке по данным NASA | Среднесуточная температура воздуха в Николаевке по данным NASA | Среднесуточная температура воздуха в Николаевке по данным NASA | Среднесуточная температура воздуха в Николаевке по данным NASA | Среднесуточная температура воздуха в Николаевке по данным NASA | Среднесуточная температура воздуха в Николаевке по данным NASA | Среднесуточная температура воздуха в Николаевке по данным NASA | Среднесуточная температура воздуха в Николаевке по данным NASA |
| Янв                                                            | Фев                                                            | Мар                                                            | Апр                                                            | Май                                                            | Июн                                                            | Июл                                                            | Авг                                                            | Сен                                                            | Окт                                                            | Ноя                                                            | Дек                                                            | Год                                                            |
| −21,4 °C                                                       | −18,1 °C                                                       | −10,3 °C                                                       | 2,2 °C                                                         | 10,5 °C                                                        | 16,8 °C                                                        | 20,0 °C                                                        | 18,8 °C                                                        | 12,5 °C                                                        | 3,6 °C                                                         | −8,3 °C                                                        | −19,5 °C                                                       | 0,7 °C                                                         |
| -------------------------------------------------------------- | -------------------------------------------------------------- | -------------------------------------------------------------- | -------------------------------------------------------------- | -------------------------------------------------------------- | -------------------------------------------------------------- | -------------------------------------------------------------- | -------------------------------------------------------------- | -------------------------------------------------------------- | -------------------------------------------------------------- | -------------------------------------------------------------- | -------------------------------------------------------------- | -------------------------------------------------------------- |

## Транспорт

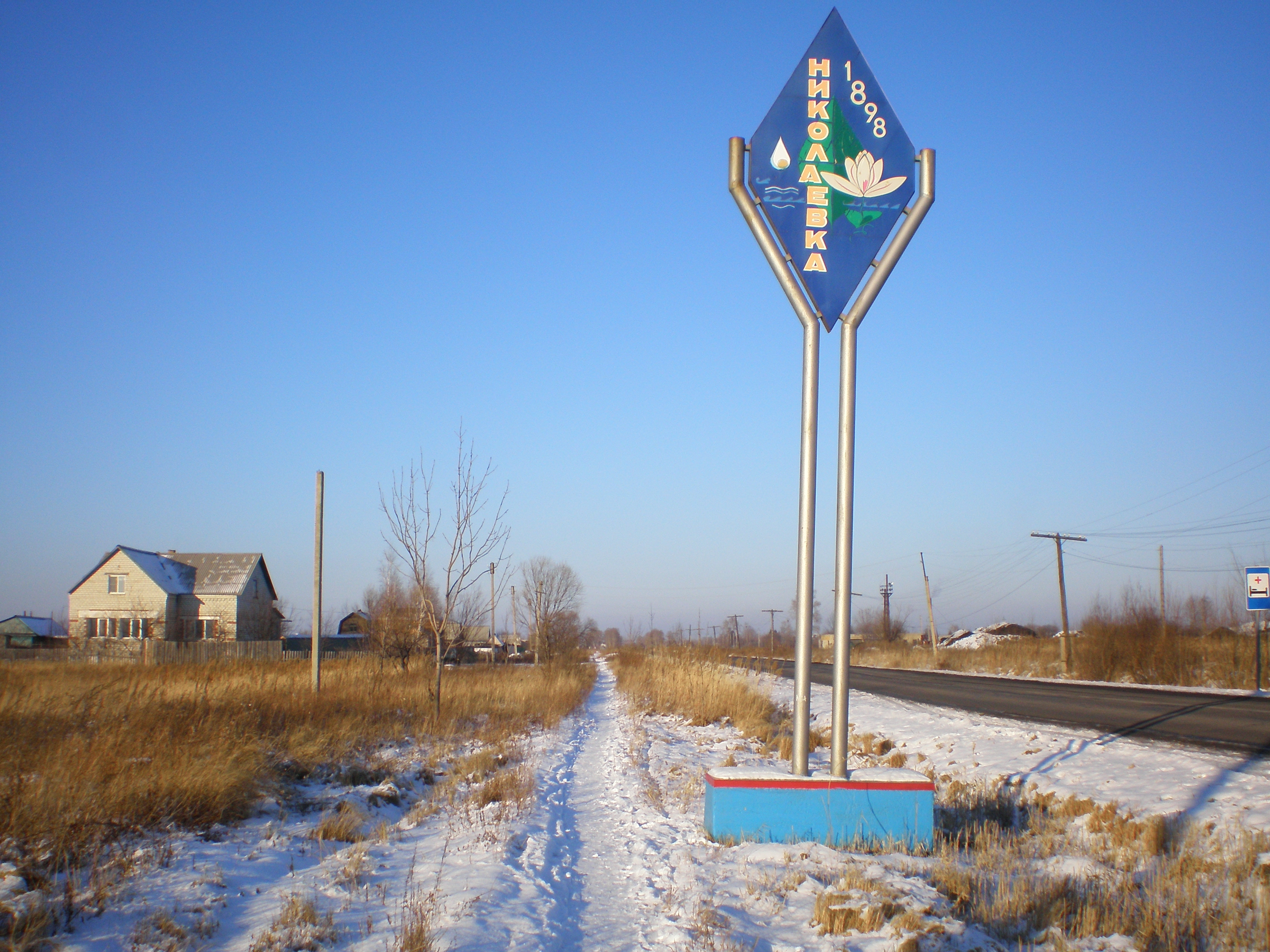
На въезде в пос. Николаевка

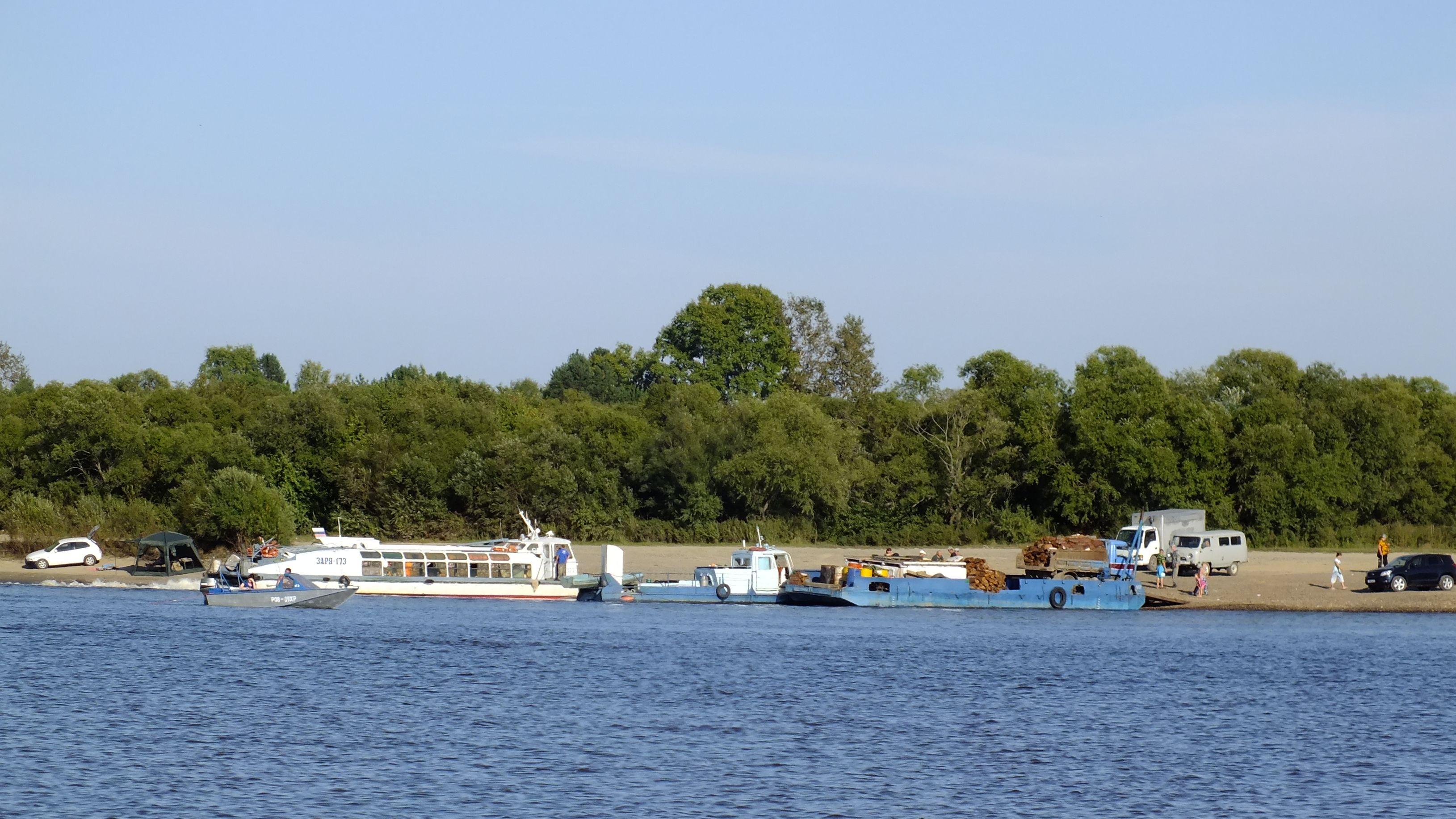
Теплоход «Заря» прибыл в Николаевку, буксир привёл баржу с дровами.

В посёлке действует автобусный парк НПАТП, обеспечивающий жителей автобусами, передвигающимися по маршрутам: № 103 Николаевка — Хабаровск, № 235 Николаевка — Биробиджан. Также на центральной остановке имеется стоянка маршрутных такси, работающих по свободному графику, отправка с остановки осуществляется при заполнении всех мест микроавтобуса. Также курсирует автобус маршрута № 154 Хабаровск — Волочаевка-2, который заходит в посёлок.
На железнодорожной станции «Николаевка» (Транссибирская магистраль), находящейся в южной части посёлка, делают остановку электропоезда сообщением Хабаровск — Волочаевка-2, Хабаровск — Биробиджан, Хабаровск - Облучье.
Тунгуска — судоходная река, к берегу у Николаевки пристаёт теплоход «Заря», совершающий рейсы от хабаровского речного вокзала в пос. Победа.
Примерно в 5 км ниже Николаевки на левом берегу Тунгуски стоит село Новокаменка Хабаровского района, автомобильной дороги в село нет. Летом жители Новокаменки ездят в Николаевку на моторных лодках, зимой — на автотранспорте по льду.

## Спорт
- Бойцовский клуб «Феникс»
- Спортивный хоккейный клуб «Феникс». Команда основана в 2014 году и сразу же приняла участие в Чемпионате Еврейской Автономной Области по хоккею с шайбой. «Феникс» в течение всего сезона боролся за звание чемпиона, был в числе претендентов, но в итоге занял почётное 2 место.

## Известные уроженцы и жители
- Наволочкин, Николай Дмитриевич (1923 - 2013) — советский и российский дальневосточный писатель, член Союза писателей СССР (1954), бывший главный редактор журнала «Дальний Восток», «Почётный гражданин Хабаровска» (1995), родившийся и проживавший на территории посёлка до 1941 года.
- Макаров, Сергей Афанасьевич (род. в 1952 году) — российский военачальник, генерал-полковник запаса, первый в истории современной России награждённый орденом Святого Георгия IV степени (2008), командующий войсками Северо-Кавказского военного округа (2008—2010), начальник Военной академии Генерального штаба Вооружённых Сил Российской Федерации (c 2013 года), родившийся и проживавший на территории посёлка до 1969 года[24].
- Левков, Сергей Андреевич (род. в 1960 году)-— заместитель полномочного представителя Президента Российской Федерации в Дальневосточном федеральном округе, доктор социологических наук, действительный государственный советник 2 класса